# Agência de Fomento do Estado de Santa Catarina
A  Agência de Fomento do Estado de Santa Catarina S.A. (BADESC) é uma agência de fomento que tem o objetivo de promover aportes de recursos através de financiamentos de longo prazo com a função de promover os programas econômicos e de infraestrutura do Governo do Estado de Santa Catarina às iniciativas privada e pública municipal.

## A Agência Badesc
A Agência de Fomento do Estado de Santa Catarina S.A. – Badesc foi fundada em 1975, como Banco de Desenvolvimento do Estado de Santa Catarina S.A. – Badesc. O Badesc foi criado para realizar ações em prol do desenvolvimento econômico de Santa Catarina.

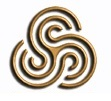
Logomarca da Agência Badesc
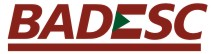
Logotipo da Agência Badesc

A Agência de Fomento do Estado de Santa Catarina S.A. - Badesc é uma  "empresa de economia mista" (por ter o Estado de Santa Catarina como um de seus acionistas
majoritários, reservando a si o direito de nomear e demitir administradores), de
capital autorizado.
É uma "empresa de economia mista", por isso participa ativamente na execução da política econômica do Governo do Estado de Santa Catarina através de operações de financiamentos de médio e longo prazos para empreendimentos que operam ou pretendem se instalar em Santa Catarina.
Sendo uma "agência de fomento", o Badesc disponibiliza linhas de financiamento voltadas para o desenvolvimento de atividades industriais, de comércio e serviços, e para a melhoria da infra-estrutura dos municípios.
Foi criada como Banco de Desenvolvimento do Estado de Santa Catarina S.A. – Badesc, com o objetivo de promover o desenvolvimento econômico e social do Estado de Santa Catarina, mediante a prática da aplicação de recursos financeiros no âmbito de sua competência, definida pela Legislação
Federal pertinente.
Desde então, o Badesc se caracterizou como um dos principais instrumentos governamentais de fomento ao desenvolvimento de Santa Catarina, nos mais variados segmentos da economia, tendo financiado cerca de US$ 3 bilhões em investimentos no Estado, com a liberação de recursos na ordem de US$ 1,7 bilhões, gerando mais de 180 mil empregos diretos (Badesc, 2007).
O Badesc atua em todo o território catarinense através de suas gerências regionais, localizadas nas cidades polo, que abrangem os 293 municípios do Estado.
Dentre os objetivos do Badesc, o seu Estatuto Social lhe confere a execução da política estadual de desenvolvimento econômico e o
fomento das atividades produtivas através de operações de crédito com recursos próprios e dos fundos institucionais, bem como por aqueles oriundos de repasses
de agências financeiras nacionais e internacionais, através das seguintes ações:
a) o desenvolvimento de programas de investimentos
destinados à captação de recursos de agências nacionais e internacionais de desenvolvimento;
b) financiamentos de projetos de implantação e/ou melhoria de atividades agropecuárias, industriais, comerciais e de serviços;
c) atuação como agente financeiro, se assim designado pelo Gestor, do Fundo de Apoio ao Desenvolvimento Empresarial de Santa Catarina
- Fadesc;
d) atuação como agente financeiro do Programa Operacional do Fundo de Desenvolvimento dos Municípios - Badesc Cidades;
e) financiamento de estudos e diagnósticos para implantação de complexos industriais;
f) financiamento de estudos e diagnósticos para execução de obras e serviços de responsabilidade do setor público;
g) formação de fundos específicos para atender a setores priorizados pelo governo, em especial às micro e pequenas empresas.

## História
| Ano                           | Evento |
| ----------------------------- | --- |
|                               | |
| Em 1973 ...                   | Em 11 de novembro de 1973 foi criado o Banco de Desenvolvimento do Estado de Santa Catarina S.A. – Badesc, através da Lei nº 4.950/73. |
| Em 1975 ...                   | Pessoa jurídica de direito privado é caracterizada como empresa de economia mista, com domicílio e sede na cidade de Florianópolis – SC o Badesc foi instituído em 1975, com um patrimônio líquido de US$ 6,0 milhões e iniciou suas atividades a partir da transferência da carteira de desenvolvimento do Banco do Estado de Santa Catarina S.A. – Besc. |
| Em 1975 ...                   | Em 1 de agosto de 1975 foi oficialmente instalado o Badesc, sediado na Rua Manoel de Oliveira Ramos, Estreito, em Florianópolis. |
| Em 1975 ...                   | Em 12 de dezembro de 1975, foi fundada a Associação dos Servidores do Badesc – Asbadesc, com personalidade e patrimônio próprios. |
| Em 1975 ...                   | Em 1975 o Badesc passou a operar com recursos da Financiadora de Estudos e Projetos – Finep, ... |
| Em 1979 ...                   | Foi criada a estrutura de descentralização, à época chamadas Coordenadorias Regionais, em Florianópolis, Blumenau, Joinville, Lages, Chapecó e Criciúma. Esta estrutura era responsável por fazer o fomento e a captação de operações de crédito. |
| Em 1977 até cerca de 1980 ... | O Badesc participou de forma relevante sobre a estruturação do atual parque agroindustrial de Santa Catarina, através de operações com recursos do Banco Central do Brasil, em especial o Programa de Agroindústria – Pagri. A partir de 1980 o Banco Central deixou de ser provedor de recursos financeiros e os aportes passaram a ser realizados a partir de outras fontes. |
| Em 1987 ...                   | O Governo Federal estabeleceu um programa de minimização das estruturas financeiras bancárias dos governos estaduais. Nessa época, o Banco Central interveio na estrutura financeira do Estado de Santa Catarina, buscando reunir todas as empresas financeiras em uma única, o que se chamara, à época, de “banco múltiplo”. O Badesc, “banco de desenvolvimento”, foi arrolado nesse processo tendo sofrido praticamente toda a sua estrutura administrativo-financeira um caminho para dentro da estrutura do Banco do Estado de Santa Catarina – Besc. Ao final do processo, atendidas inúmeras negociações envolvendo o corpo técnico e os entes políticos e administrativos, o Badesc acabou ficando fora da estrutura de banco múltiplo |
| Em 1988 ...                   | A partir de 8 de junho de 1988, através da Lei nº 7.320, o Badesc passou a operar o Programa de Desenvolvimento da Empresa Catarinense – Prodec, no âmbito da Secretaria da Indústria, do Comércio e do Turismo, com objetivo de estimular o desenvolvimento sócio-econômico de Santa Catarina, em consonância com a iniciativa privada, visando à implantação de empreendimentos industriais, agroindustriais e programas cooperativos agroindustriais e industriais e de armazenagens de produtos agrícolas, mediante concessão de apoio financeiro e creditício que garanta a geração de novas oportunidades de trabalho. O apoio financeiro e creditício dava-se através de operações de crédito ou de participação de Capital, em empreendimentos de comprovada prioridade sócio-econômica, e que contribuam para a preservação do meio ambiente, para a desconcentração econômica e especial das atividades produtivas. O crédito estabelecia-se no incremento do ICMS gerado pelo empreendimento. Parte do retorno desses créditos aportavam a capitalização do Badesc. |
| Em 1999 ...                   | Através da Lei nº 10.912 de 15 de setembro de 1998, o “banco de desenvolvimento” passou ao status de “agência de fomento”, nos termos da Resolução 2828/98, do banco Central do Brasil. Oficialmente instalada em ata do Conselho de Administração no dia 19 de janeiro de 1999, foi então transformada a instituição de "banco de desenvolvimento" em "agência de fomento". A partir desse momento a sua razão social passou a “Agência Catarinense de Fomento S.A. - Badesc”. Na sequencia, no cumprimento da legislação federal, teve sua razão social modificada para “Agência de Fomento do Estado de Santa Catarina S.A. – Badesc”. |
| Em 1999 ...                   | Em 1999, decorrente do programa de capitalização advindo com a transformação em agência de fomento, a Agência Badesc promoveu um plano de demissão incentivada, o Programa de Ajuste do Qaudro de Pessoal. |
| Em 1999 ...                   | Em 1999 a Agência Badesc implantou o programa “Crédito de Confiança”, com abrangência em todo o estado de Santa Catarina, visando incentivar o surgimento de microempreendimentos, da economia formal ou informal, possibilitando maiores oportunidades de emprego e renda ao povo catarinense. O programa teve início com a instalação da primeira “Organização não Governamental – ONG” em Florianópolis. Ao final do ano 2000, eram oito ONGs instaladas nas cidades de Chapecó, Criciúma, Joinville, São Miguel do Oeste, Itajaí, Caçador e Canoinhas. Também aderiram ao Programa o Banco da Família, de Lages e o Blusol, de Blumenau. As ONGs foram transformadas em “Organizações da Sociedade Civil de Interesse Público – OSCIPs” somando um total de 19 organizações. Distribuídas estrategicamente, as Oscips passaram a atender os 293 municípios do Estado. Posteriormente, o programa recebeu o nome de “Microcrédito de Santa Catarina”. |
| Em 2002 ...                   | Em 2002 o Badesc atingiu o relevante status de melhor aplicador de recursos do BNDES, através de repasses do Programa Automático, tendo atingido, no período, cerca de 15% de participação; |
| Em 2005 ...                   | Em 2005 foi criada a Fundação Cultural Badesc, cujo conselho curador é formado pelos membros integrantes da Diretoria da Agência Badesc. |

## Associação dos Servidores do Badesc – Asbadesc
Em 12 de dezembro de 1975, foi fundada a Associação dos Servidores do Badesc – Asbadesc, localizada em Florianópolis, onde tem sua sede e foro na Rua José Maria da Luz, nº 388, pessoa jurídica de direito privado, sem fins lucrativos, de caráter representativo, beneficente, cultural e desportivo, com personalidade e patrimônio próprios e distintos dos de seus associados e com prazo de duração indeterminado, regendo-se pelo seu Estatuto e pela legislação que lhe for aplicável.
A Asbadesc participou dos destinos da Agência Badesc em vários momentos de sua história, fundamentalmente por um dos seus fins precípuos:
“VII – A defesa permanente da imagem da Agência de Fomento do Estado de Santa Catarina S.A. – Badesc, posicionando-se sempre contra qualquer ameaça que a coloque em risco ou a própria Instituição.”

## Fundação Cultural Badesc
Em 2005 foi criada, através da Lei Estadual nº 13.438/2005, a Fundação Cultural Badesc, cujo conselho curador é formado pelos membros integrantes da Diretoria da Agência Badesc.
A sede da Fundação Cultural Badesc originara-se de uma negociação de bem não destinado a uso, ou seja, fruto de da arrematação de um bem vinculado em garantia, tendo sido imitida sua posse em 2006, depois de 26 anos de trânsitos judiciais.
Inaugurada em 28 de março de 2006, está instalada em uma das importantes edificações históricas de Florianópolis tombada pelo patrimônio municipal
Além de preservar essencial parcela da memória arquitetônica da cidade, o imóvel foi residência de um dos políticos mais influentes do Estado, Nereu de Oliveira Ramos, que chegou a ser presidente da República por um breve período de tempo.
A residência de aproximadamente 410 m² de área construída guarda princípios estéticos dos estilos eclético e arte “decó”. Sua construção data do final da década de 20, sendo uma homenagem do governador à sua filha Olga.
O casarão se tornou um ponto de encontro de intelectuais, profissionais ligados às várias vertentes da arte e da cultura catarinense, professores, artistas e público em geral, que frequentam o local em busca das diferentes atividades. Um café com espaço para performances musicais e teatrais, além de uma biblioteca com significativo acervo de autores catarinenses, também fazem parte das muitas opções oferecidas ao público. É um espaço transdisciplinar, um universo que valoriza o artista e todas as formas de arte e cultura. Também proporciona diversas combinações e interligações dessas diferentes formas de fazer arte e propagar conhecimento.